# Walco
Walco war eine britische Automarke.

## Unternehmensgeschichte
Das Unternehmen W. A. Lloyd’s Cycle Fittings Ltd. aus Birmingham stellte bereits Motorräder her. 1905 begann die Produktion von Automobilen. Der Markenname lautete Walco. Im gleichen Jahr endete die Automobilproduktion. Insgesamt entstanden nur wenige Exemplare.

## Automobile
Das einzige Modell war ein Dreirad. Ein Einbaumotor von Stevens mit 4 PS Leistung trieb das Fahrzeug an.